# Великолепетихский элеватор
Великолепетихский элеватор (укр. Великолепетиський елеватор) — предприятие пищевой промышленности в посёлке городского типа Великая Лепетиха Херсонской области.

## История
Элеватор был построен в 1928 году и представлял собой деревянное строение, оббитое оцинкованным железом.
В ходе Великой Отечественной войны элеватор был полностью разрушен, но после окончания боевых действий — восстановлен.
В 1977 году в состав элеватора была включена мельница Херсонского облпищепрома.
После провозглашения независимости Украины элеватор перешёл в ведение министерства сельского хозяйства и продовольствия Украины.
В марте 1995 года Верховная Рада Украины внесла элеватор в перечень предприятий, приватизация которых запрещена в связи с их общегосударственным значением.
После создания в августе 1996 года государственной акционерной компании «Хлеб Украины» элеватор стал дочерним предприятием ГАК «Хлеб Украины».
После создания 11 августа 2010 года Государственной продовольственно-зерновой корпорации Украины элеватор был включён в состав предприятий ГПЗКУ.

## Современное состояние
Основными функциями предприятия являются хранение зерновых (пшеницы, ячменя) и масличных культур (рапса и семян подсолнечника), а также помол муки.
Общая ёмкость элеватора составляет 39 тыс. тонн, перерабатывающие мощности обеспечивают возможность производства 20,5 тыс. муки в год.